# Pjeter Hjugo
Pjeter Hjugo (Pieter Hugo), rođen 1976. u Johanezburgu, južnoafrički je fotograf. Prvenstveno se bavi portretima, a njegovi radovi su redovno prožeti dokumentarnim i umetničkim tradicijama afričke zajednice. Hjugo živi u Kejptaunu.

## Rane godine
Nakon karijere u filmskoj industriji u Kejptaunu proveo je dve godine na usavršavanju u Trevizu, Italija.

## Karijera
Hjugo dosta putuje i fotografiše marginalizovane i obespravljene grupe ljudi: sakupljače meda iz Gane, nigerijske bande koje sa sobom vode hijene ili babune prilikom uterivanja dugova, izviđače iz Liberije, perače taksija iz Durbana (Južna Afrika), sudije iz Bocvane. Njegova prva velika kolekcija fotografija „Pogled u stranu" (Looking Aside) prikazuje portrete ljudi 'čiji izgled nas primorava da skrenemo pogled', poput slepih i starih osoba, osoba s albinizmom, kao i autoportrete i portrete sopstvene porodice. Svaki model je pozirao u sterilnoj studijskoj sredini pod jakim osvetljenjem i sa čistom pozadinom.
Objašnjavajući svoju zainteresovanost za marginalno, on kaže: "Moja domovina je Afrika, ali ja sam belac. Ja se osećam kao Afrikanac, šta god to značilo, ali ako ikoga u Južnoj Africi pitate da li sam ja Afrikanac, skoro svi će vam reći 'ne'. Ja se ne uklapam u socijalnu topografiju moje domovine, i to je svakako uticalo na moj izbor da postanem fotograf."
Sledi "RUANDA 2004: OSTACI GENOCIDA" (RWANDA 2004: VESTIGES OF A GENOCIDE) za koji Institut za Genocid u Ruandi kaže da nudi "forenzički pogled na neke od lokacija masovnih ubistava i grobnica koje i danas stoje kao podsetnici na hiljade masakriranih ljudi"
Njegov najpoznatiji rad je svakako serija nazvana "Hijena i ostali ljudi" (The Hyena & Other Men) koja je bila objavljena kao monografija. Ova zbirka je izazvala veliku pažnju javnosti.
Hjugo je radio i na zbirci fotografija nazvanoj 'Messina/Mussina' u gradu Mazina na granici Zimbabvea i Južne Afrike i koja je takođe bila objavljena kao monografija nakon što je magazin Kolors zatražio od Hjugo da uradi priču o sidi.
Nakon ovoga, Hjugo se vraća u Nigeriju sa zbirkom 'Nollywood', koja sadrži fotografije Nigerijske filmske industrije.
'Trajna Greška' (Permanent Error) je objavljena 2011. je zbirka fotografija ljudi i pejzaža deponije prevaziđene tehnologije koja sve više raste u Gani.
Godine 2011. Hjugo radi sa Majklom Klirijem kao korežiser videa južnoafričkog producenta DJ Spok Matamboovog omota za obradu pesme 'She's lost control' benda Džoj divižon, četvrti singl sa njegovog albuma 'Mshini Wam'.
Italijanska modna kuća "Bottega Veneta", je unajmila Hjuga da u šumama Nju Džersija slika modele Amandu Marfi i Marka Koksa za kolekciju proleće-leto 2014.
U proleće 2014. Hjugo je angažovan od strane "kreatinog suda" (Creative Court) da u ruandi fotografiše priče oproštaja u sklopu njihovog projekta "Ruanda 20 godina: Portreti oproštaja". Projekat je bio izložen u Haškoj gradskoj većnici na dvadesetogodišnjicu genocida u Ruandi. Izbor iz ove kolekcije je bio izložen i u Njujorku na izložbi "Nakon konflikta" koju je organizovao Bredli Mekalum, umetnik i upravnik koalicije međunarodnog kriminalnog suda.

## Priznanja

### Nagrade
Hjugo je osvojio glavnu nagradu u izboru portreta na konkursu "Svetska novinska fotografija godine" 2005-e za portret čoveka sa hijenom.
Godine 2007. Hjugo je primio "Standard Bank Young Artist" nagradu.

### Prijem kod kritike
Mada kritičari uglavnom veličaju Hjugov rad, neki su optužili za senzacionalizam i eksploataciju egzotičnih ljudi. Hjugo odgovara, "Moje namere ni u kojoj meri nisu maliciozne, ali neki ljudi ih baš tako doživljavaju. Ja sam proputovao Afriku, poznajem je, ali istovremeno, nisam njen deo... Ne mogu da tvrdim da sam autentičan, ali mogu da tvrdim da sam iskren."
Kurator Tamar Garb je indiferentean prema etičkim pitanjima koje Hjugov rad poteže: "Neki ljudi misle da njegov rad produbljuje utisak da je Afrika mesto bede i sirotinje kao i da teatralno prikazuje situaciju za zapadno umetničko tržište – ali on iskreno komunicira sa mestima na kojima radi i preispituje vlastitu prezentaciju."

## Spoljašnje veze
- Pjeter Hjugov sajt
- Stivenson